# Physical (Album)
Physical ist das zwölfte Studioalbum der in England geborenen australischen Sängerin Olivia Newton-John. Es wurde am 13. Oktober 1981 von MCA Records veröffentlicht.

## Entstehung
Das Album wurde von ihrem langjährigen Plattenproduzenten John Farrar produziert und teilweise auch von ihm geschrieben. Physical wurde im Ocean Way Studio sowie in David J. Holmans Studio in Los Angeles, Kalifornien, aufgenommen und gemischt. Musikalisch ist ein starker Einsatz von Synthesizern zu bemerken. Das Album behandelt inhaltlich Themen wie Liebe, Beziehungen und Sex, aber auch Umweltschutz.

## Rezeption
Das Album gilt aufgrund der sexuellen Anspielungen als eine umstrittene Platte von Newton-John, wurde aber auch zu ihrem bislang erfolgreichsten Studioalbum. Bei seiner Veröffentlichung erhielt das Album positive Kritiken von Musikkritikern. Auch später erhielt es positive Bewertungen, etwa 4,5 von fünf Sternen auf der Webseite AllMusic. Das Album erreichte in mehreren Ländern hohe Chartpositionen, darunter in den USA, Japan und Newton-Johns Heimat Australien, und wurde zu einem der erfolgreichsten Alben der frühen 1980er Jahre. Es zählt auch zu den meistverkauften Alben australischer Solokünstler und verkaufte weltweit mehr als zehn Millionen Exemplare.
Der Titeltrack des Albums, Physical, war ein kommerzielles Phänomen und blieb zehn Wochen auf Platz eins der Billboard Hot 100. Das Lied und sein Musikvideo waren umstritten, da es von mehreren Radiosendern und Fernsehkanälen (wie MTV) wegen seiner sexuellen Bezüge verboten oder bearbeitet wurde. Der Single folgte Make a Move on Me, ein weiterer weltweiter Top-Ten-Hit. Zu Landslide, das es in vielen Ländern nicht in die Charts schaffte, wurde ein Musikvideo mit Newton-Johns Freund (und späterem Ehemann) Matt Lattanzi, dem sie das Album gewidmet hatte, gedreht. Eine Video-Zusammenstellung, Olivia Physical, wurde produziert, die Musikvideos aller Songs des Albums enthält. Sie war ein kommerzieller Erfolg und brachte Newton-John zudem einen Grammy Award für das Video des Jahres ein.
Das Album wurde mit Newton-Johns Physical Tour 1982 in Nordamerika beworben, bei der ein Heimvideo mit dem Titel Olivia in Concert produziert wurde. Die Physical-Ära markierte den Höhepunkt von Newton-Johns Solokarriere, und sie erlangte große Anerkennung als eine der erfolgreichsten Künstlerinnen der frühen 1980er-Jahre.

## Titelliste
| Nr. | Titel               | Autor(en)                  | Länge |
| --- | ------------------- | -------------------------- | ----- |
| 1.  | Landslide           | John Farrar                | 4:27  |
| 2.  | Stranger’s Touch    | Farrar, Steve Kipner       | 3:49  |
| 3.  | Make a Move on Me   | Farrar, Tom Snow           | 3:17  |
| 4.  | Falling             | Farrar                     | 3:45  |
| 5.  | Love Make Me Strong | Terry Britten, Sue Shifrin | 3:10  |

| Nr.          | Titel                          | Autor(en)                 | Länge |
| ------------ | ------------------------------ | ------------------------- | ----- |
| 6.           | Physical                       | Kipner, Terry Shaddick    | 3:44  |
| 7.           | Silvery Rain                   | Hank Marvin               | 3:39  |
| 8.           | Carried Away                   | Barry Gibb, Albhy Galuten | 3:42  |
| 9.           | Recovery                       | Farrar, Snow              | 4:18  |
| 10.          | The Promise (The Dolphin Song) | Olivia Newton-John        | 4:32  |
| Gesamtlänge: | Gesamtlänge:                   | Gesamtlänge:              | 38:23 |

| Nr.          | Titel        | Autor(en)            | Länge |
| ------------ | ------------ | -------------------- | ----- |
| 11.          | Heart Attack | Paul Bliss, Kipner   | 3:06  |
| 12.          | Tied Up      | Farrar, Lee Ritenour | 4:21  |
| Gesamtlänge: | Gesamtlänge: | Gesamtlänge:         | 45:45 |